# Distrito de Tuchola
Tuchola (polaco: powiat tucholski) es un distrito (powiat) del voivodato de Cuyavia y Pomerania (Polonia). Fue constituido el 1 de enero de 1999 como resultado de la reforma del gobierno local de Polonia aprobada el año anterior. Limita con otros cinco distritos: al nordeste con Starogard, al este con Świecie, al sur con Bydgoszcz, al suroeste con Sępólno y al oeste con Chojnice; y está dividido en seis municipios (gmina): uno urbano-rural (Tuchola) y cinco rurales (Cekcyn, Gostycyn, Kęsowo, Lubiewo y Śliwice). En 2011, según la Oficina Central de Estadística polaca, el distrito tenía una superficie de 1075,46 km² y una población de 47 687 habitantes.